# Championnats d'Europe toutes catégories de judo
Jusqu’en 2002, l’épreuve « toutes catégories » ou « open » est au programme des championnats d’Europe de judo individuels. Lors de son congrès 2003, le 5 décembre, à Londres, l’UEJ décide cependant de l’en dissocier et d’en modifier le format. Il est ainsi prévu que les « toutes catégories » s’affronteront dorénavant lors d’une compétition distincte, un « Grand prix » où chaque nation concernée aura la possibilité d’engager trois athlètes masculins et trois féminines.Entre 2004 et 2007, quatre de ces grands prix se dérouleront ainsi en fin d’année, au mois de décembre. Il n'existe plus aucune trace de cette compétition après 2007.

## Éditions
Les tableaux suivants ne prennent en compte que les quatre épreuves 'toutes catégories" qui se sont déroulées de manière distincte des championnats d'Europe individuels, entre 2004 et 2007. Pour celles qui ont eu lieu avant 2004, voir les pages consacrées aux championnats d'Europe de judo.
| Année | Pays     | Ville   | Date         |
| ----- | -------- | ------- | ------------ |
| 2004  | Budapest | Hongrie | 3 décembre   |
| 2005  | Moscou   | Russie  | 2 décembre   |
| 2006  | Novi Sad | Serbie  | 8 décembre   |
| 2007  | Varsovie | Pologne | 1er décembre |

## Palmarès masculin
| Année | Médaille d'or              | Médaille d'argent           | Médailles de bronze                                |
| 2004  | Matthieu Bataille France   | Georgi Kizilashvili Géorgie | Antal Kovács Hongrie György Kosztolánczy Hongrie   |
| 2005  | Tamerlan Tmenov Russie     | Alexander Mikhailin Russie  | Matthieu Bataille France Martin Padar Estonie      |
| 2006  | Alexander Mikhailin Russie | Yevgeni Sotnikov Ukraine    | Martin Padar Estonie Adam Okruashvili Géorgie      |
| 2007  | Alexander Mikhailin Russie | Ihar Makarau Biélorussie    | Martin Padar Estonie Przemyslaw Matyjaszek Pologne |

## Palmarès féminin
| Année | Médaille d'or               | Médaille d'argent         | Médailles de bronze                                   |
| 2004  | Anne-Sophie Mondière France | Marina Prokofieva Ukraine | Eva Bisseni France Sédrine Portet France              |
| 2005  | Anne-Sophie Mondière France | Tea Dongouzachvili Russie | Natalia Sokolova Russie Malgorzata Górnicka Pologne   |
| 2006  | Tea Dongouzachvili Russie   | Natalia Sokolova Russie   | Ielena Ivachtchenko Russie Yuliya Barysik Biélorussie |
| 2007  | Ielena Ivachtchenko Russie  | Anaid Mkhitaryan Russie   | Ketty Mathé France Malgorzata Górnicka Pologne        |

## Sources
- Résultats complets des compétitions sur le site Judoinside. Pages consacrées aux épreuves individuelles en toutes catégories : “European Open Championships”